# 施嘉干
施嘉干（1896年10月—1975年1月22日），又名施衍林，原籍江苏吴县（苏州），在上海出生。 1921年赴美国留学，在麻省理工学院获结构专业硕士学位。 1928年在上海办大昌建筑公司经营工程设计和营造，抗日战争期间在昆明发展地方工业。 中华人民共和国成立後任纺织部设计公司土建组大组长，纺织部基本建设司总工程师，建筑工程部设计局总工程师，建筑科学院技术顾问等职。历任国家科委建筑工程组组员，土木工程学会理事，全国政协第四届委员。1975年1月在北京逝世。
施嘉干收藏四千余枚中国古币， 并著中英文《中国近代铸币汇考》，被誉为中国近现代钱币收藏大家。

## 生平
1896年在上海出生。英文名字为Kalgan Shih，父亲是上海老介福绸缎店送货工人。他六岁时丧父，随母亲去山东舅舅家生活。在青岛,施嘉干完成了中学学业,考入德国人开办的青岛特别高等学校(又名“黑兰大学"，德华大学)德文速成班,修读两年德文。1914年考入唐山路矿学堂的结构专业,毕业后留校任助教。1919年,施嘉干到上海慎昌洋行工作，两年后到华丰厂任工程师。1921年,施嘉干考取赴美留学的公费,入麻省理工学院读书,获结构专业硕士学位（1922）。后来在美国桥梁及房产建筑公司实习。他在美国加入美国钱币协会。

1928年，施嘉干在上海办大昌建筑公司，先后经营工程设计和营造，参加了中国银行办公大楼，上海证券交易所，无锡荣氏纱厂和浙赣铁路梁家渡大桥五十余项重要工程的建设。同期，曾兼任交通大学的教授 。抗战爆发后,施嘉干携公司去昆明，负责经办资源委员会后方的建厂工程。1939年，他与当地著名实业家董澄农筹建“云南大成实业公司”，在昆明地区发展地方工业 。1946年，施嘉干在美国旧金山和华盛顿钱币协会的集会上作有关中国古币的演讲，举办个人藏币展览 。1949年施嘉干出版中英两种文本《中国近代铸币汇考》。

中华人民共和国成立后，施嘉干承担了山西榆次经纬纺织机械厂工程、大连医学院、兰州水泥厂工程设计等重要的工作。1952年至1955年,他正式参加纺织部工作,先后担任设计公司土建组大组长、纺织部基本建设司总工程师。 1953年，他将全家从上海搬到北京。1956年，施嘉干调任建筑工程部设计局总工程师，之后历任国家科委建筑工程组组员，土木工程学会理事，全国政协第四届委员。技术方面，著有《双向拱顶应用槪要》  ，《多孔性土的理论与经验》。1970年，施嘉干写信人大付委员长郭沫若提出将自己的古币收藏捐献国家博物馆。1972年，施嘉干返京后担任建筑科学院技术顾问，编译了《板桩墙与地下连续墙》，审编了《英汉土木工程词汇》。施嘉干于1975年1月在北京去世。

## 年表
年表主要来源于“施嘉干先生传略”

### 成长与奋斗
- 1896年10月 出生于上海 [7]。
- 1912年一1914年 就读于德国人开办的青岛特别高等学校德文速成班[7]
- 1914年一1919年 就读于唐山路矿学堂结构专业，毕业后任助教[7]
- 1919年一1921年 先在上海慎昌洋行工作两年，后在华丰纱厂任建厂工程师[7]
- 1921年一1924年 考取公费赴美国麻省理工学院留学。获取结构专业硕士学位，后在美桥梁及房屋建筑公司实习[7]
- 1924年一1928年 就职于沪宁，沪杭甬铁路局，从事筑路测绘和档案整理[7]

### 工程师和实业家
- 1928年一1937年 在上海办大昌建筑公司，曾在上海交通大学兼课[7]
- 1937年一1948年 将大昌事务所迁昆明，经办后方建厂工程。并与地方合作，成立大成实业公司发展地方工业[7]
- 1948年一1952年 在上海设立新华顾问工程师事务所，从事工程设计[7]
- 1952年一1956年 参加纺织部，任纺织部设计公司土建组大组长，后任纺织部基本建设司总工程师 [7]
- 1957年一1966年 建筑工程部设计局总工程师。曾任国家科委建筑工程组组员，土木工程学会理事，全国政协第四届委员[7]
- 1966年一1972年 文化大革命批判审查[7]
- 1969年 去河南修武建委五七干校[7]
- 1972年一1975年 任建筑科学院技术顾问[7]
- 1975年1月22日  在北京逝世[7]。
- 1975年2月1日 追悼会，骨灰安放于八宝山革命公墓[7]

### 古币收藏家
- 1921年一1924年 在美留学期间，对钱币发生兴趣，参加美国钱币协会，开始研究和收藏中外钱币[7]
- 1946年 在美国旧金山和华盛顿钱币协会作有关中国铸币的演讲，并举办个人藏币展览[7]
- 1949年6月[7] 在上海出版中英两种文本的《中国近代铸币汇考》[5]
- 1950年7月[7]  出版《中国近代铸币汇考译本》文字单行本（中，英文本[8]  ）
- 1966年 将所存古币收藏送交上海博物馆存放[7]
- 1978年上海博物馆落实政策将古币收藏归还施嘉干家属[7]
- 1998年7月 施嘉干夫人及子女将其收藏4086枚钱币捐赠上海博物馆[7]
- 2000年2月19日 上海市文物管理委员会在北京举行了接受捐赠褒奖仪式[7]。
- 2000年 上海博物馆举办施嘉干先生旧藏中外钱币特别展[9]  并出版《施嘉干先生旧藏中外钱币》
- 2015年上海博物馆正式开放“施嘉干旧藏钱币专室”[10]

## 轶事

### 发展云南地方工业
抗日战争期间，上海的一批营造厂在重庆、昆明等地承建了不少重要建筑项目，施嘉干在上海被推举为昆明市营造业常务理事 。1939年，他与云南当地爱国实业家董澄农商议，由云南省财政厅资助资金三分之一，董、施二人各出资三分之一，筹建“云南大成实业公司”，先后在昆明及近郊筹建了面粉厂、电石厂、纺纱厂、钢铁厂、营造厂及炼油厂及等工业企业。1940年中即开始生产面粉、电石、各种液体燃料及机油等产品供应市场。

### 中国近代铸币汇考
1949年《中国近代铸币汇考》中英两种文本同时出版。如施嘉干在书中“中国近代铸币汇考编辑缘起”一章所述，出版英文本是因为“思有以别真伪正视听”, 而出版中文本是在当时金圆券泛滥的形势下以历史识“国家经济逻辑”。

行内专家认为《中国近代铸币汇考》对中国近现代机制钱币作了全面而系统的论述，是极为重要的中国机制币专著。中文本于1989年再版，英文平装翻印本于2009年出版
}}